# Christia hainanensis
Christia hainanensis är en ärtväxtart som beskrevs av Y.C.Yang och Pu Hwa Huang. Christia hainanensis ingår i släktet Christia och familjen ärtväxter. Inga underarter finns listade i Catalogue of Life.